# Roman américain
Roman américain est un roman d'Antoine Bello, paru en 2014.

## Résumé
Une série d'articles du Wall Street Tribune consacrés à la revente de polices d'assurance-vie sème le trouble dans la petite communauté floridienne de Destin Terrace. Le livre alterne les articles du journaliste Vlad Eisinger et le récit de l'écrivain Dan qui habite à Destin Terrace. L'occasion également pour Dan et Vlad, qui s'étaient perdus de vue après leurs études de littérature à l'Université Columbia, de faire le point sur leurs carrières respectives.

## Thèmes
Roman américain est une radioscopie du capitalisme moderne, à travers l'étude extrêmement documentée d'un marché controversé : la revente de polices d'assurance-vie (« life settlement » en anglais). Mus par leurs seuls intérêts, tous les personnages ou presque mentent, volent, ou se rendent coupables de bassesses ordinaires. S'il ne cache pas les dérives du life settlement, l'auteur en pointe aussi les avantages : il permet aux assurés de monnayer leurs polices et renforce leur position vis-à-vis des assureurs.
Il est également abondamment question du mythe du grand roman américain (Great American Novel), véritable baleine blanche des lettres américaines. Les deux narrateurs confrontent leurs visions du grand roman américain, ample, factuel et journalistique pour Vlad, plus humain et intemporel pour Dan.

## Réception critique
Pour Thierry Gandillot, dans Les Echos, Bello « réussit le tour de force d’intéresser le lecteur aux perspectives d’ "une titrisation d’un marché notionnel de la mort" sans perdre de vue les enjeux romanesques. C’est mordant, efficace et ludique, l’auteur semant ici ou là, et jusqu'à la dernière ligne, de multiples pièges littéraires qui auraient fait pétiller les yeux malicieux de Georges Perec ».
Anthony Dufraisse, dans Le Matricule des anges, note pour sa part l'obsession de Bello pour la falsification et le pouvoir des mots, capables de substituer une réalité à une autre.